# Штаб гвардейского корпуса
Штаб гвардейского корпуса — памятник архитектуры. Расположен в Санкт-Петербурге, современный адрес дома — Дворцовая площадь, 2-4, Миллионная улица, 40.

## Предыстория

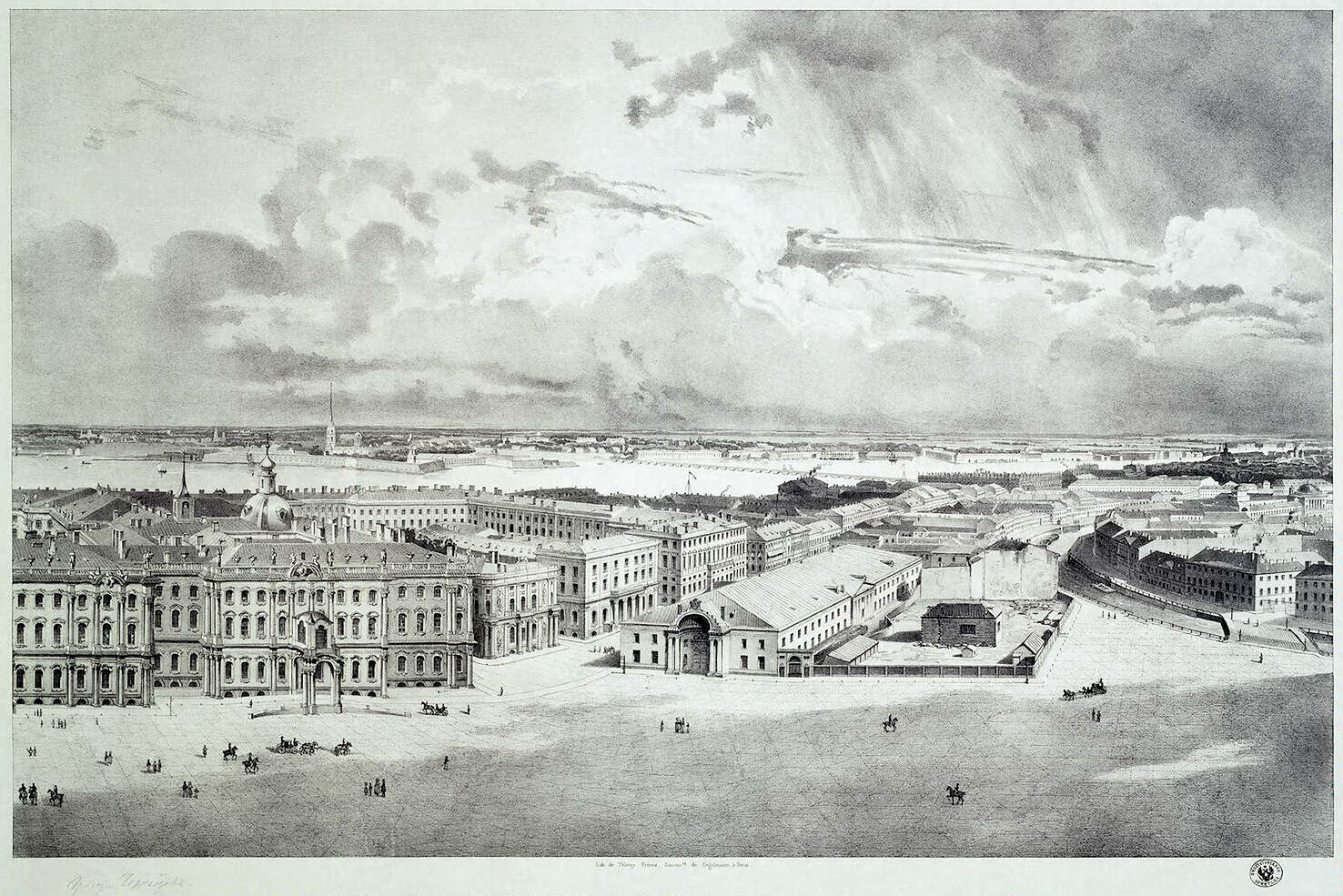
Часть панорамы Дворцовой площади (со зданием экзерциргауза), снятой с лесов Александровской колонны, Григорий Григорьевич Чернецов, до 1834 года

Занимаемый зданием участок был застроен с начала XVIII века, здесь стоял дом А. К. Нартова, который позднее выкупил А. Я. Брюс. У Брюса здание выкупила казна, во времена Павла I (в 1797—1798 годах) на месте дома был построен экзерциргауз по проекту В. Бренна.
В 1827 году был объявлен конкурс на проект застройки Дворцовой площади с восточной стороны; его участниками стали К. И. Росси, В. П. Стасов, О. Монферран, К. А. Тон, А. П. Брюллов и П. Гонзаго. Предполагалось перестроить экзерциргауз, объединив его со зданием театра (так как был закрыт Кушелевский театр, располагавшийся в доме, на месте которого разместился Главный штаб), при этом в результате новое здание должно было объединять Эрмитаж и здание Главного штаба.
Росси предполагал повторить фасад стоящего напротив манежа Конногвардейского полка, соединив и манеж, и театр в сохранённом здании экзерциргауза. Здание должно было быть декорировано двумя портиками. Тон также хотел, чтобы здание перекликалось с Конногвардейским манежем, он планировал сделать у театра и экзерциргауза одинаковые фасады с портиком между ними. Проект Брюллова рассматривался вне конкурса — сам архитектор был в пенсионерской поездке по Европе, создавал проект в Париже, и прислал его на конкурс с запозданием. Тогда ни один из проектов не был принят
После открытия Александринского и Михайловского театров требование разместить на площади театр отпало, но появилось требование расширения штаба Гвардейского корпуса. Огюст Монферран создал пять проектов переустройства, в том числе с оформлением фасада в стиле неоренессанса (эта работа вдохновила Н. Е. Ефимова на фасад здания Министерства государственных имуществ). В 1836 году проект Монферрана был утверждён, но Николай I выбрал для проведения работ А. П. Брюллова.
Окончательно здание экзерциргауза было снесено в 1880 году.

## Современное здание

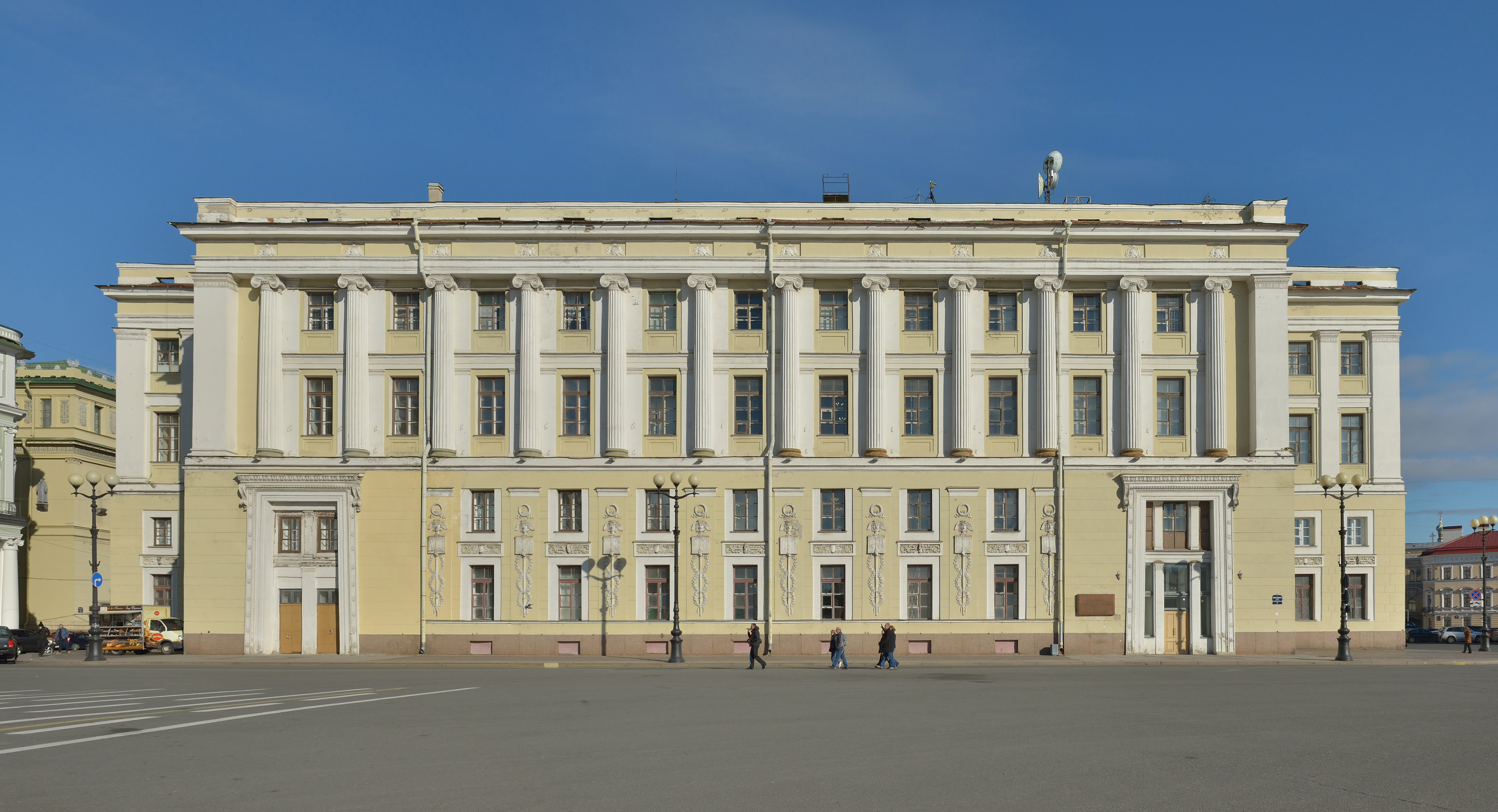
Лицевой фасад

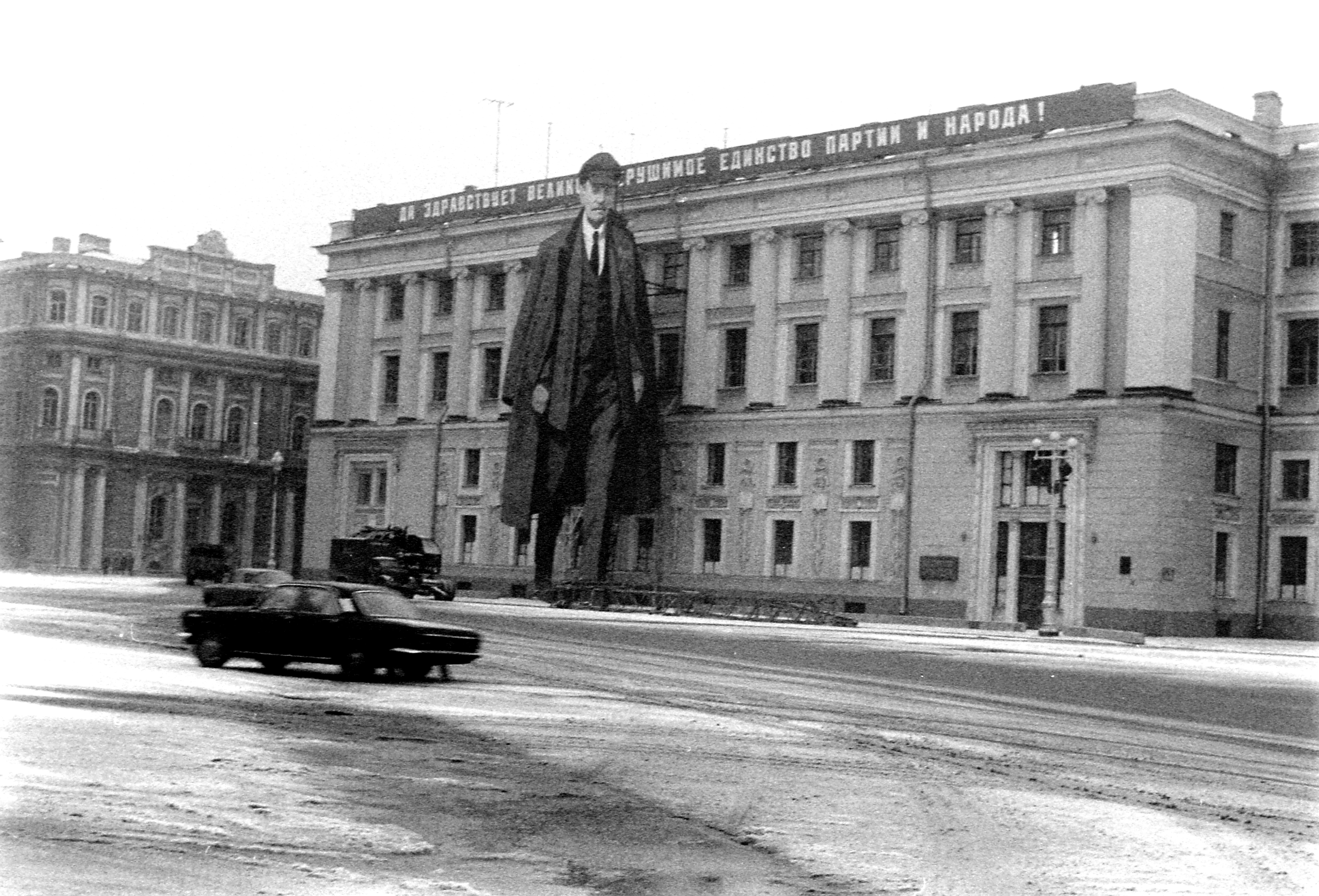
Украшение здания в 1973 году в честь работы в нём В. И. Ленина

В 1837 году Брюллов разработал проект здания Штаба гвардейского корпуса, в том же году началось строительство, которое было завершено в 1843 году (по другим версиям, строительство шло в 1840—1843 годах, или в 1837—1840 годах с задержкой из-за пожара в Зимнем дворце). Отмечается, что Брюллов использовал черты проекта П. Гонзаго.
У здания четыре этажа, оно формирует Дворцовую площадь с востока. М. Н. Микишатьев отмечал, что здание спроектировано, чтобы «раствориться» в ансамбле площади — в нём нет акцентов, оно статично, потенциальные акценты угловых порталов подавлены расположенной сверху лоджией и углублёнными ризалитами по сторонам. Внешний вид здания вписался в уже существующий ансамбль, причём именно благодаря отмеченным качествам.
Главный фасад украшен ионическим портиком из двенадцати колонн, первый ярус украшен лепниной на военную тематику, созданную Ф. Дылевым. В советское время орлов заменили на головы Медузы Горгоны. Между окнами первого и второго этажей в простенках размещён орнамент, подобный шитью на воротниках гвардейцев, на фоне которого расположены шашки, палаши, каски и кивера. Здание состоит из двух перпендикулярных друг к другу блоков, нижние этажи рустованы, два нижних этажа отделены от верхних горизонтальной тягой. Трёхчетвертные колонны объединяют третий и четвёртый этажи, на боковом фасаде расположены пилястры.
Вестибюль здания отделан кессонами, стены украшены полуколоннами дорического ордера.
После постройки рядом со зданием сформировалась небольшая Гвардейская площадь, которая после 1917 года была включена в состав Дворцовой.
Из здания В. И. Ленин руководил Красной гвардией, оборонявшей Петроград от войск Керенского-Краснова. Сейчас в здании Штаба Гвардейского корпуса находится штаб 6-й Ленинградской Краснознамённой армии военно-воздушных сил и противовоздушной обороны.
У здания есть трёхэтажный дворовый корпус, реконструированный в 2016 году.